# Lingua tama (Colombia)
La lingua tama era una lingua tucano parlata in Colombia, nel dipartimento di Caquetá.

## Classificazione
Secondo Ethnologue, la classificazione della lingua tama è la seguente:
- Lingue tucano
  - Lingue tucano occidentali
    - Lingua tama

## Storia
La lingua tama è una lingua estinta, un tempo parlata lungo le rive del fiume Orteguaza. Gli abitanti della zona si sono integrati con i Coreguaje, e lo stesso idioma tama potrebbe essere un dialetto della lingua koreguaje.